# Casa de Sajonia-Coburgo y Gotha-Koháry
La Casa de Sajonia-Coburgo-Gotha-Koháry es la rama cadete católica de la Casa de Sajonia-Coburgo y Gotha, fundada después del matrimonio del príncipe Fernando de Sajonia-Coburgo-Gotha y la princesa María Antonia Koháry de Csábrág. Entre sus descendientes se encuentran los cuatro últimos reyes de Portugal: Pedro V, Luis I, Carlos I, Manuel II, y los tres zares de Bulgaria: Fernando I, Boris III, Simeón II. Después del cambio de las "leyes de la Casa" por el rey Simeón, el actual jefe de la casa es su hermana, la princesa María Luisa de Bulgaria, princesa de Koháry.

## Historia
Después del matrimonio del príncipe Fernando y la princesa María Antonia en enero de 1816 y la muerte del suegro de él, el príncipe Ferencz József Koháry de Csábrág, en 1826, el príncipe Fernando heredó las propiedades principescas húngaras de la Casa de Koháry y se convirtió al catolicismo.
Los descendientes de esta rama se casaron con la reina de Portugal, una princesa imperial de Brasil, una archiduquesa de Austria, una princesa real francesa, una princesa real de Bélgica, y una princesa real de Sajonia. Un vástago de esta rama, también llamado Fernando, se convirtió en príncipe reinante, y después en zar, de Bulgaria, y sus descendientes continuaron gobernando ahí hasta 1946. El actual jefe de la Casa de Bulgaria, el anterior zar Simeón II que fue depuesto y exiliado después de la Segunda Guerra Mundial, recibe el nombre de Simeón Sakskoburggotski. Se convirtió en primer ministro de Bulgaria entre 2001 y 2005, que lo hace uno de los dos únicos monarcas que se han convertido en jefes de gobierno mediante elecciones democráticas.
El príncipe Fernando y la princesa María Antonia tuvieron cuatro hijos, todos ellos fueron criados católicos:
1. Fernando (1816-1885), el marido de la reina María II de Portugal.
2. Augusto (1818-1881), el padre de Fernando I de Bulgaria.
3. Victoria (1822-1857), se casó con el duque Luis de Nemours.
4. Leopoldo (1824-1884).

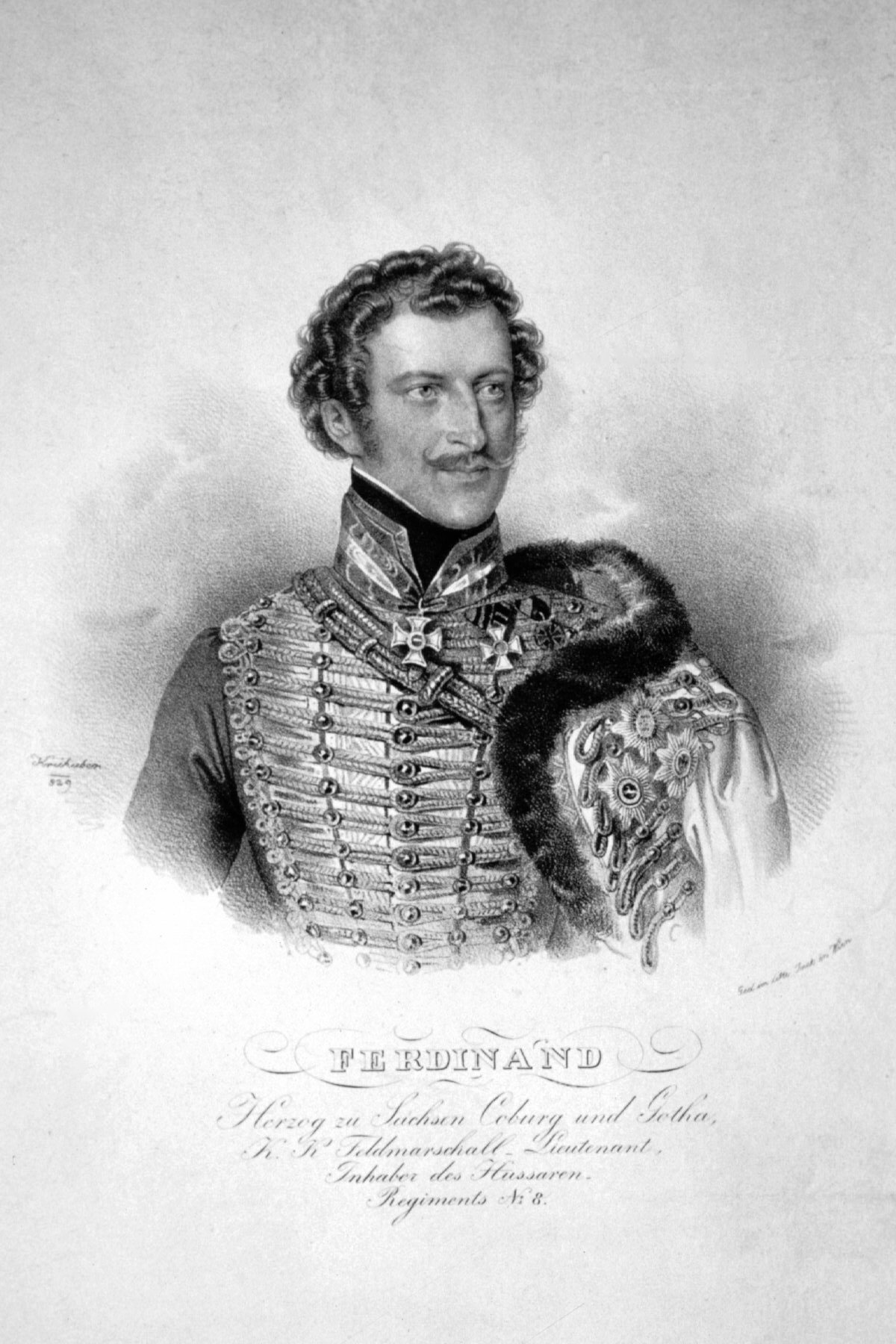
Príncipe Fernando de Sajonia-Coburgo y Gotha (1785-1851)
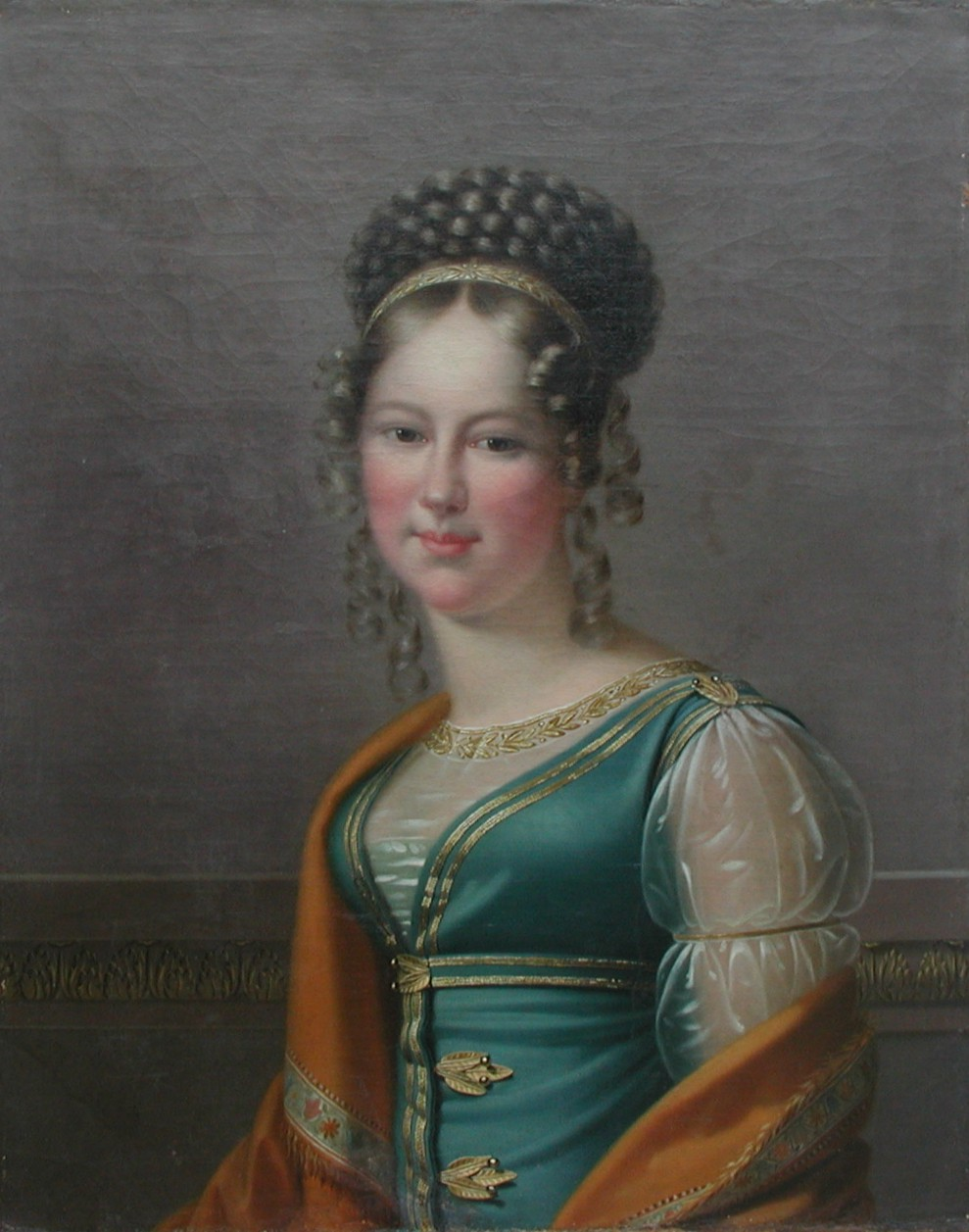
Princesa María Antonia Koháry (1797-1862)
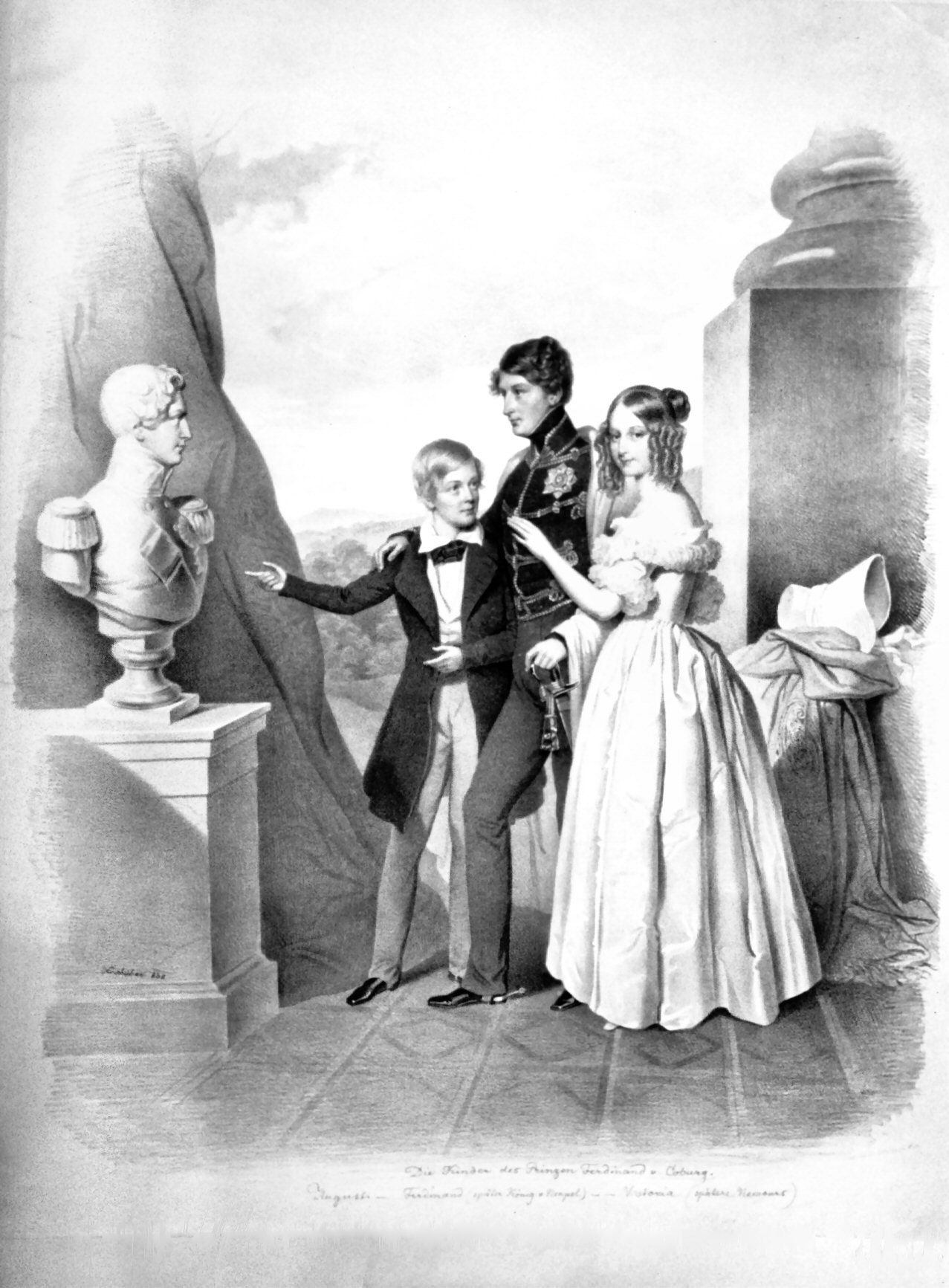
Fernando de Portugal, Príncipe Augusto y Princesa Victoria con un busto de su padre, el Príncipe Fernando

## Jefes de la Casa
- Príncipe Fernando (1785-1851)
  - Príncipe Fernando II (1816-1885), hijo mayor del príncipe Fernando y cofundador de la Casa de Braganza Sajonia-Coburgo y Gotha (línea extinta en 1932)
- Príncipe Augusto (1851-1881), segundo hijo del príncipe Fernando
- Príncipe Felipe (1881-1921), hijo mayor del príncipe Augusto
  - Príncipe Leopoldo Clemente (fallecido en 1916), hijo único del príncipe Felipe
- Príncipe Pedro Augusto (1921-1934), sobrino del príncipe Felipe
- Príncipe Raniero (1934-1945), sobrino del príncipe Pedro Augusto
- Príncipe Johannes Heinrich (1945-2010), hijo único del príncipe Raniero
  - Príncipe Johannes (fallecido en 1987), hijo único del príncipe Johannes Heinrich
- Zar Simeón II de Bulgaria (2010-2012), primo del príncipe Johannes Heinrich
- Princesa María Luisa de Bulgaria (2012-presente), hermana del zar Simeón II de Bulgaria

## Ramas

### Rama ducal
Después de la muerte del príncipe Ferencz József Koháry, el príncipe Fernando reorganizó la fortuna familiar en dos fideicomisos y adoptó el título de duque para él mismo y sus herederos como Fideikommissherr. A la muerte de Fernando en 1851, fue sucedido como jefe de la familia por su segundo hijo, el príncipe Augusto; su hijo mayor, Fernando el joven, había renunciado a su reclamo a la jefatura cuando se casó con la reina María II de Portugal en 1836.
Después de la muerte del príncipe Augusto, su hijo mayor Felipe (1844-1921) se convirtió en el tercer jefe de la familia. Como el único hijo de Felipe, el príncipe Leopoldo Clemente había muerto antes que él, fue sucedido por sus sobrinos-nietos Raniero y Felipe. El puesto de Fideikommissherr fue abolido en 1938 tras el Anschluss.

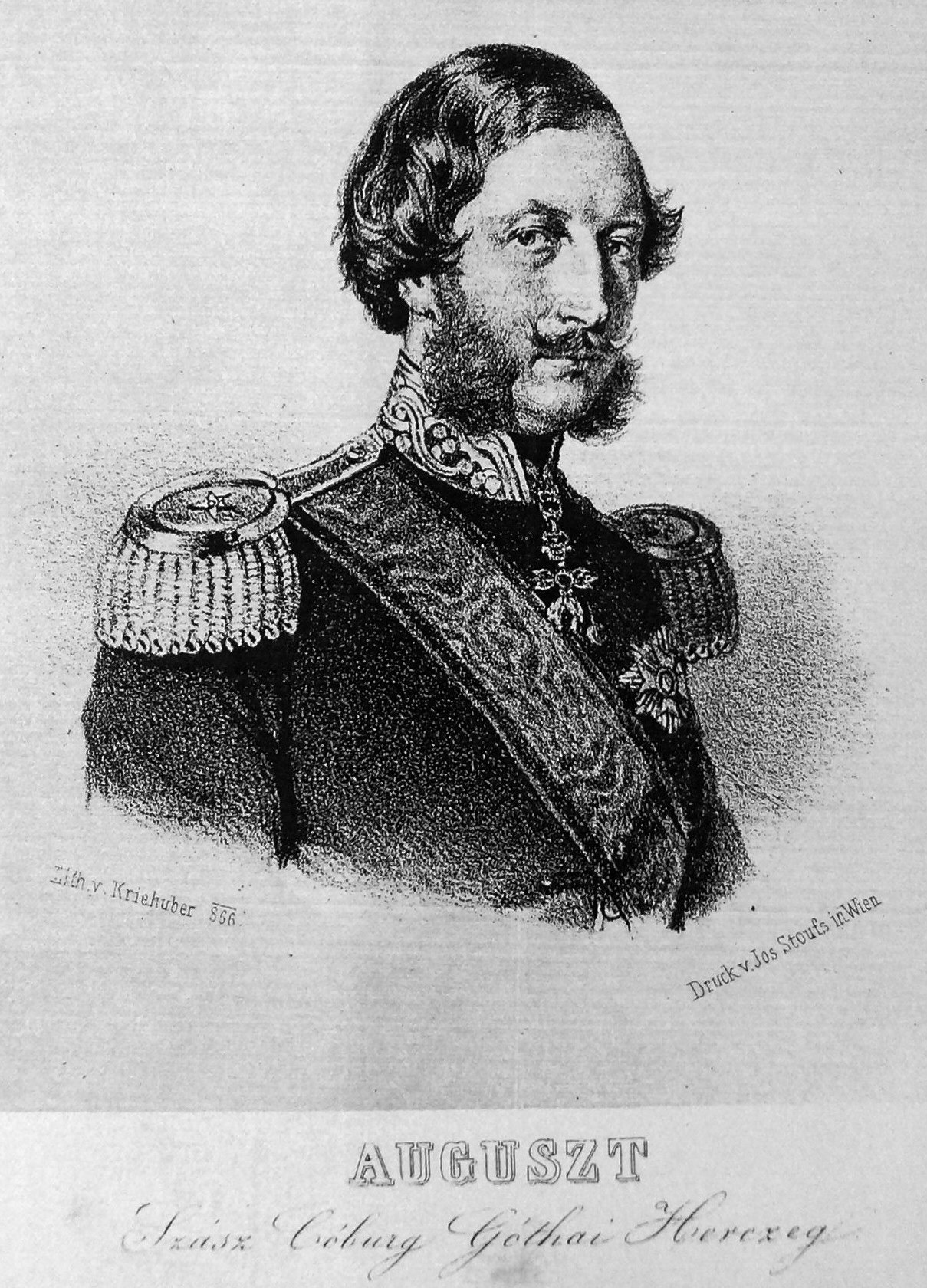
Príncipe Augusto de Sajonia-Coburgo y Gotha (1818-1881)
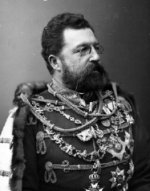
Príncipe Felipe de Sajonia-Coburgo-Kohary (1844-1921), se convirtió en jefe de la familia después de la muerte de su padre, el príncipe Augusto
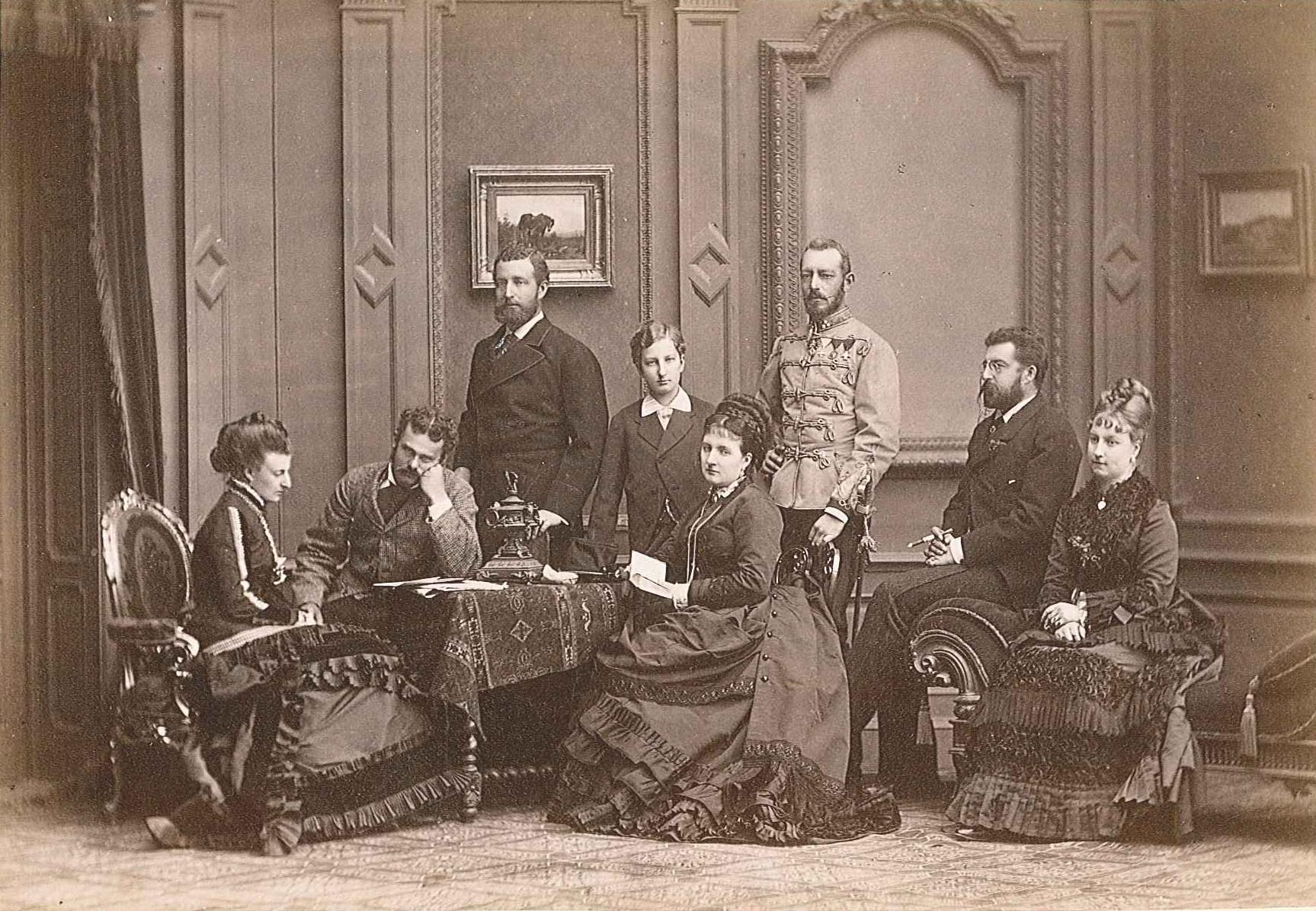
Los hijos del Príncipe Augusto

#### Línea brasileña
Esta línea fue fundada por el príncipe Luis Augusto, segundo hijo del príncipe Augusto de Sajonia-Coburgo y Gotha y de la princesa Clementina de Orleans, quien el 15 de diciembre de 1864 se casó en Río de Janeiro con la princesa Leopoldina de Brasil. Tuvieron cuatro hijos; durante un tiempo, sus hijos mayores, los príncipes Pedro Augusto y Augusto Leopoldo, fueron herederos presuntos al trono de Brasil. Después de la caída de la monarquía brasileña en 1889, la familia retornó a Europa. El príncipe Raniero, que fue nombrado jefe de la casa en 1921, era hijo del príncipe Augusto Leopoldo y nieto príncipe Luis Augusto.

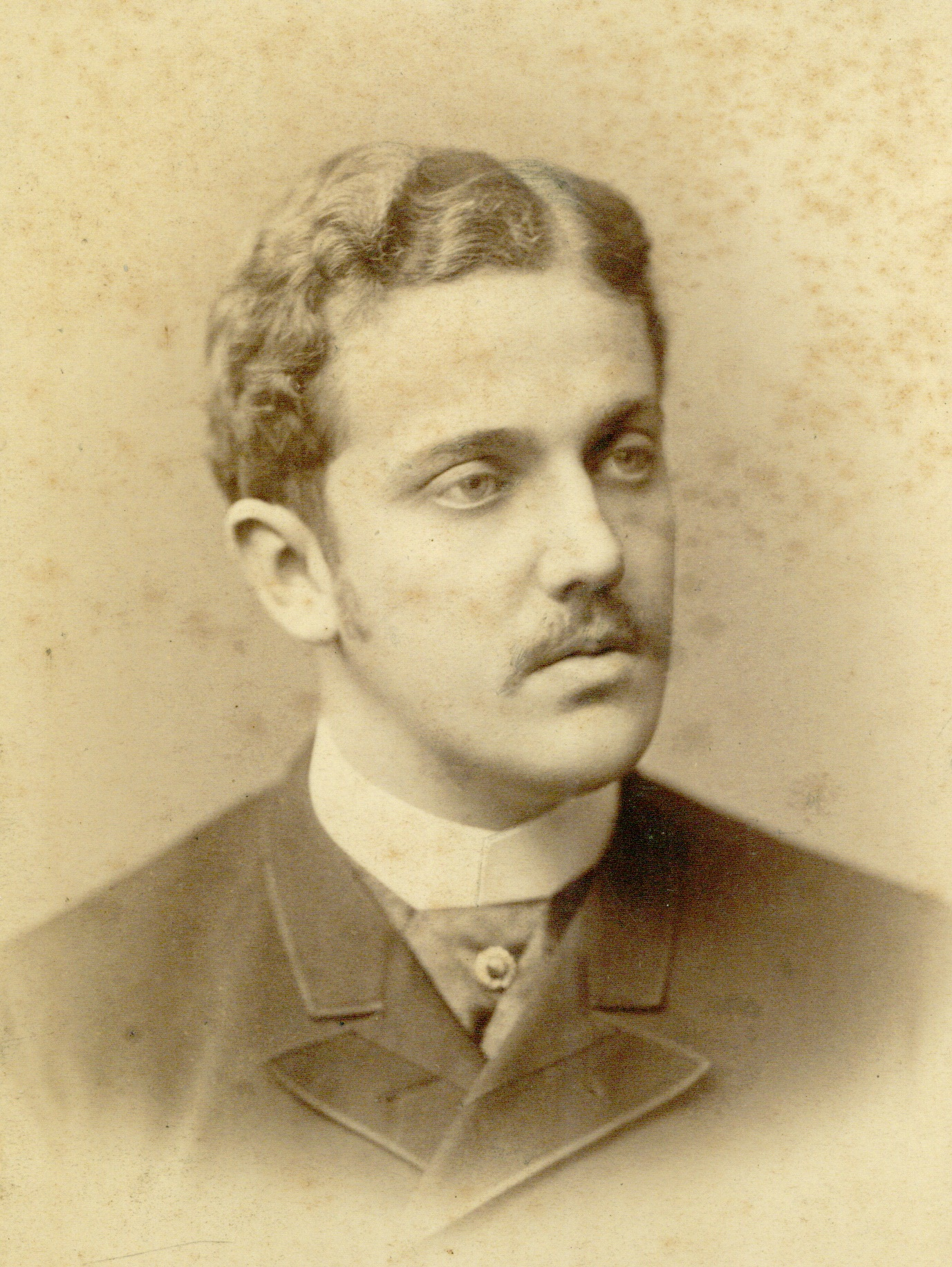
Príncipe Pedro Augusto (1866-1934), se convirtió en jefe de la familia tras la muerte de su tío, el príncipe Felipe
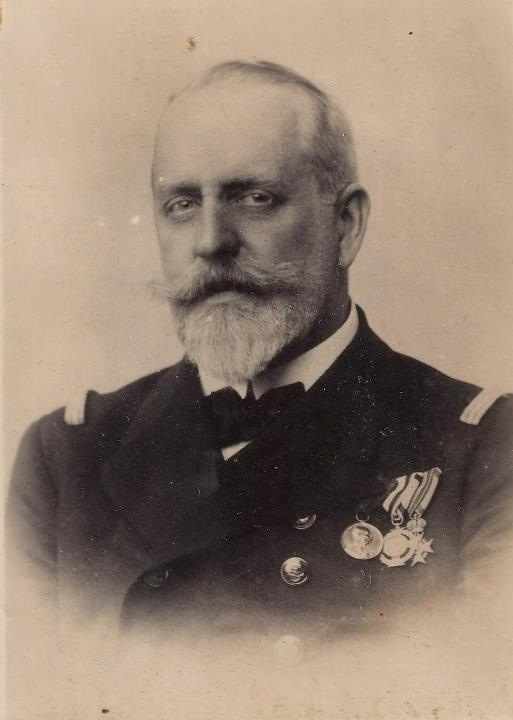
Príncipe Augusto Leopoldo (1867-1922)
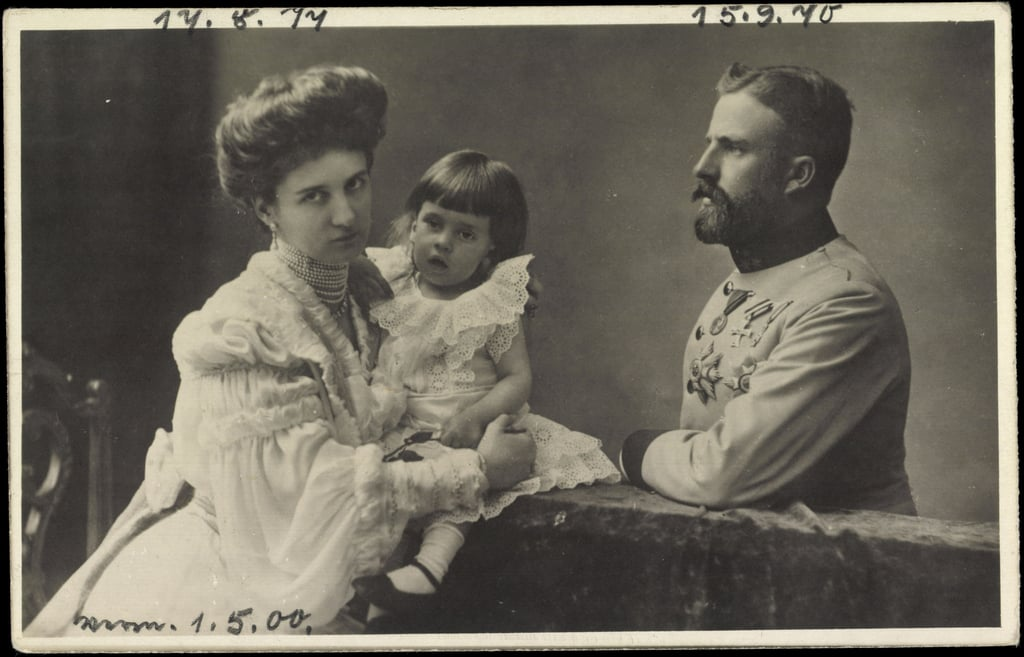
Príncipe Luis Gastón (1870-1942)

### Rama portuguesa
Esta rama fue fundada por el futuro rey Fernando II de Portugal y su esposa, la reina María II de la Casa de Braganza. Gobernaron Portugal hasta la deposición del rey Manuel II en 1910, tras lo cual la línea se extinguió a su muerte en 1932.

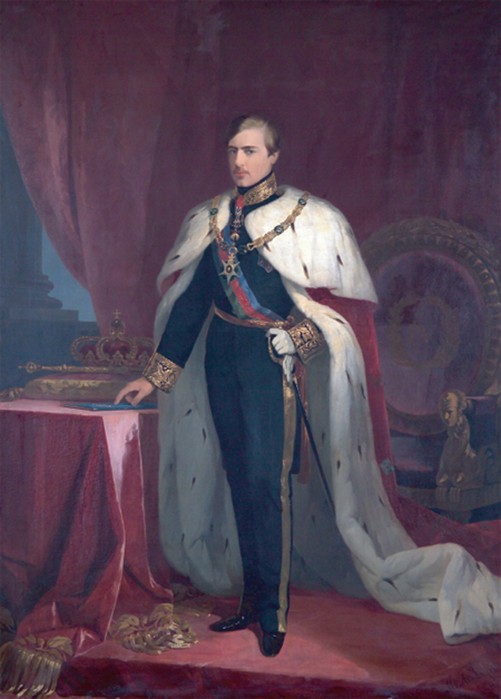
Pedro V (1837-1861)
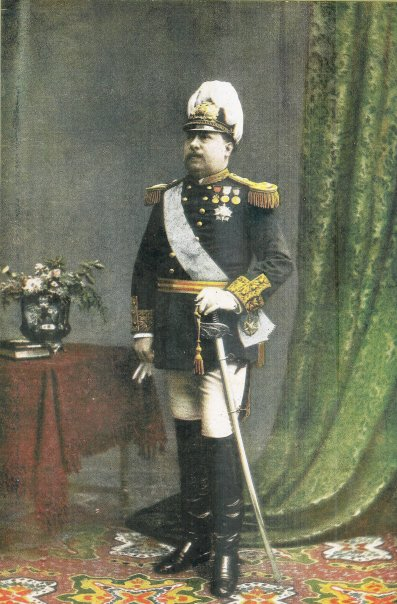
Luis I (1838-1889)
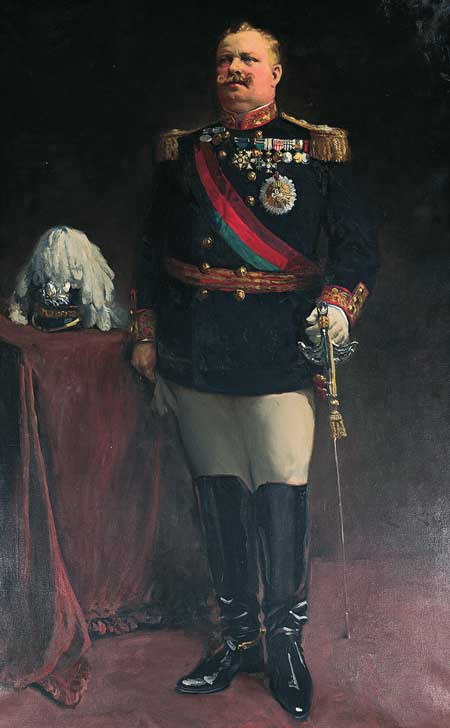
Carlos I (1863-1908)
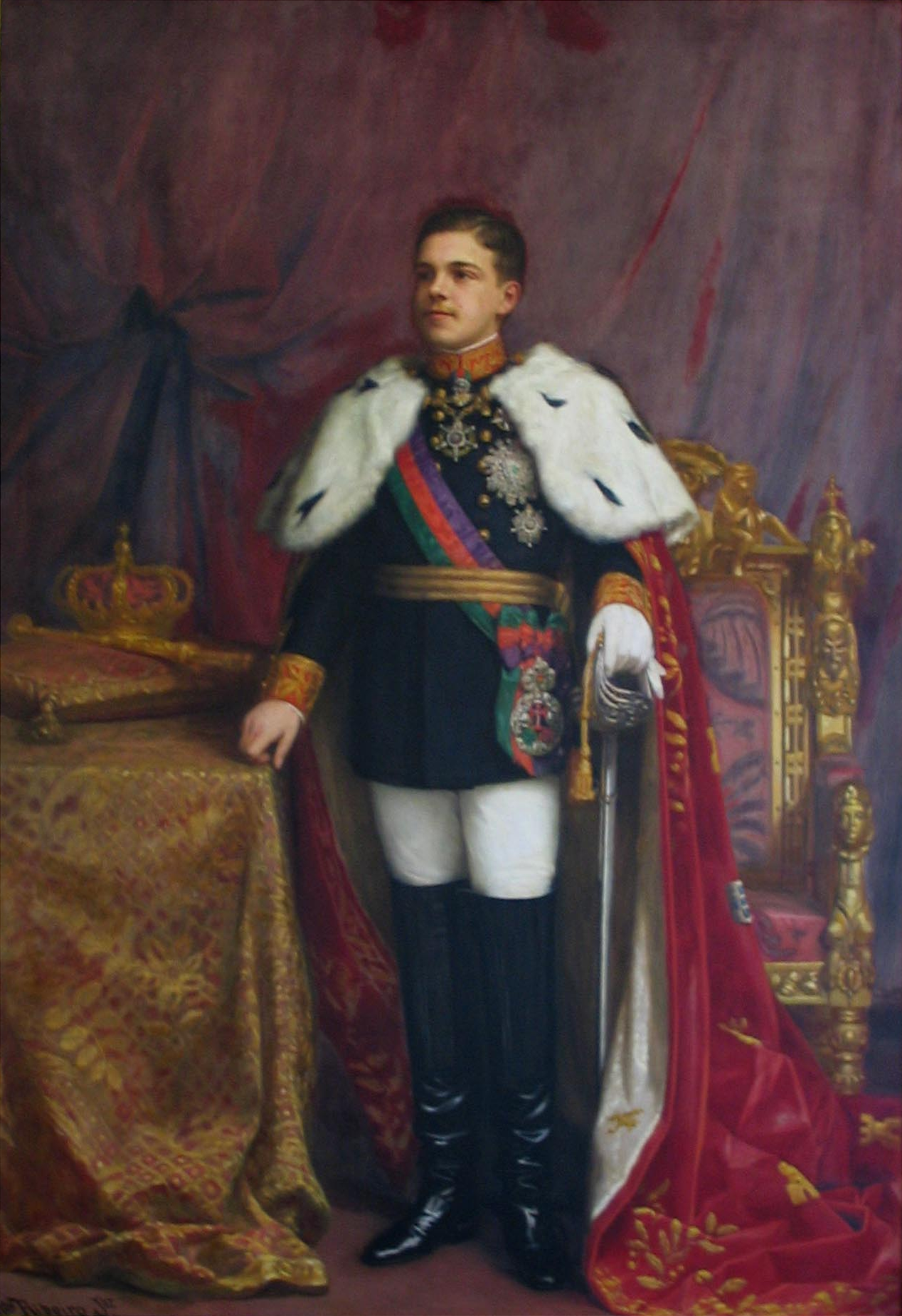
Manuel II (1889-1932)

### Rama búlgara
Esta rama fue fundada por el hijo menor del príncipe Augusto, Fernando, que fue elegido monarca de Bulgaria en 1887. La actual familia real búlgara desciende de él.

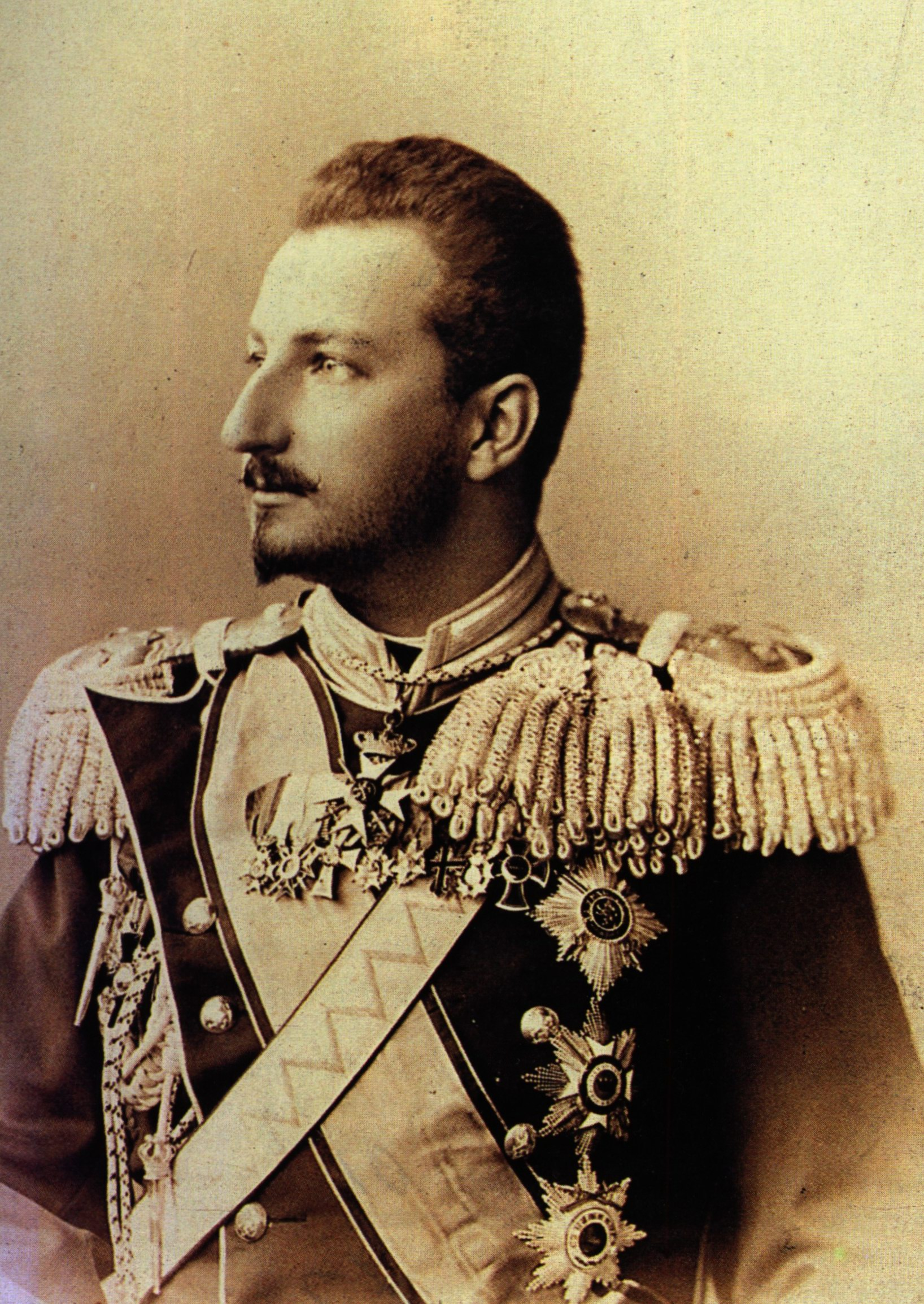
Fernando I (1861-1948)
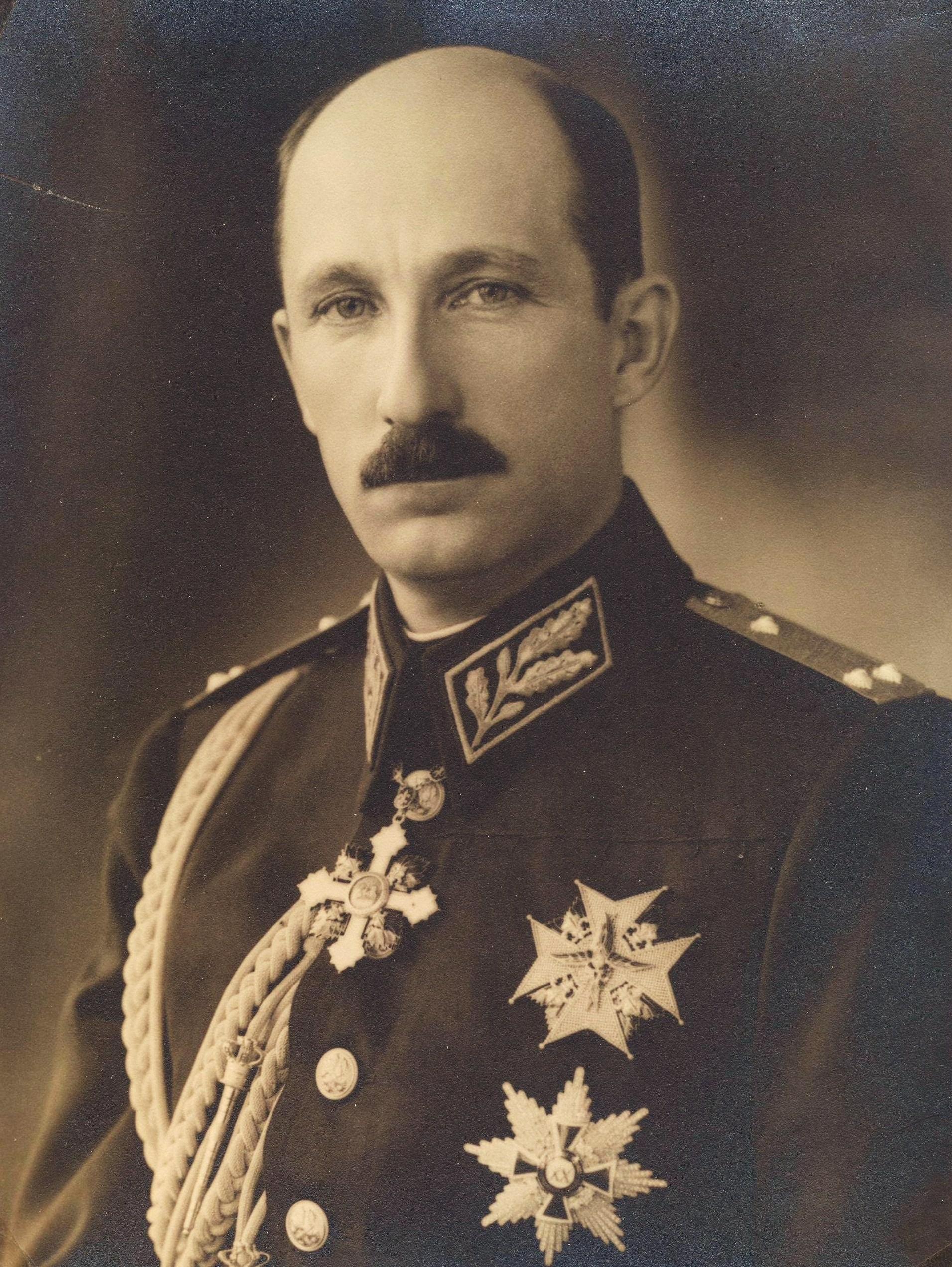
Boris III (1894-1943)
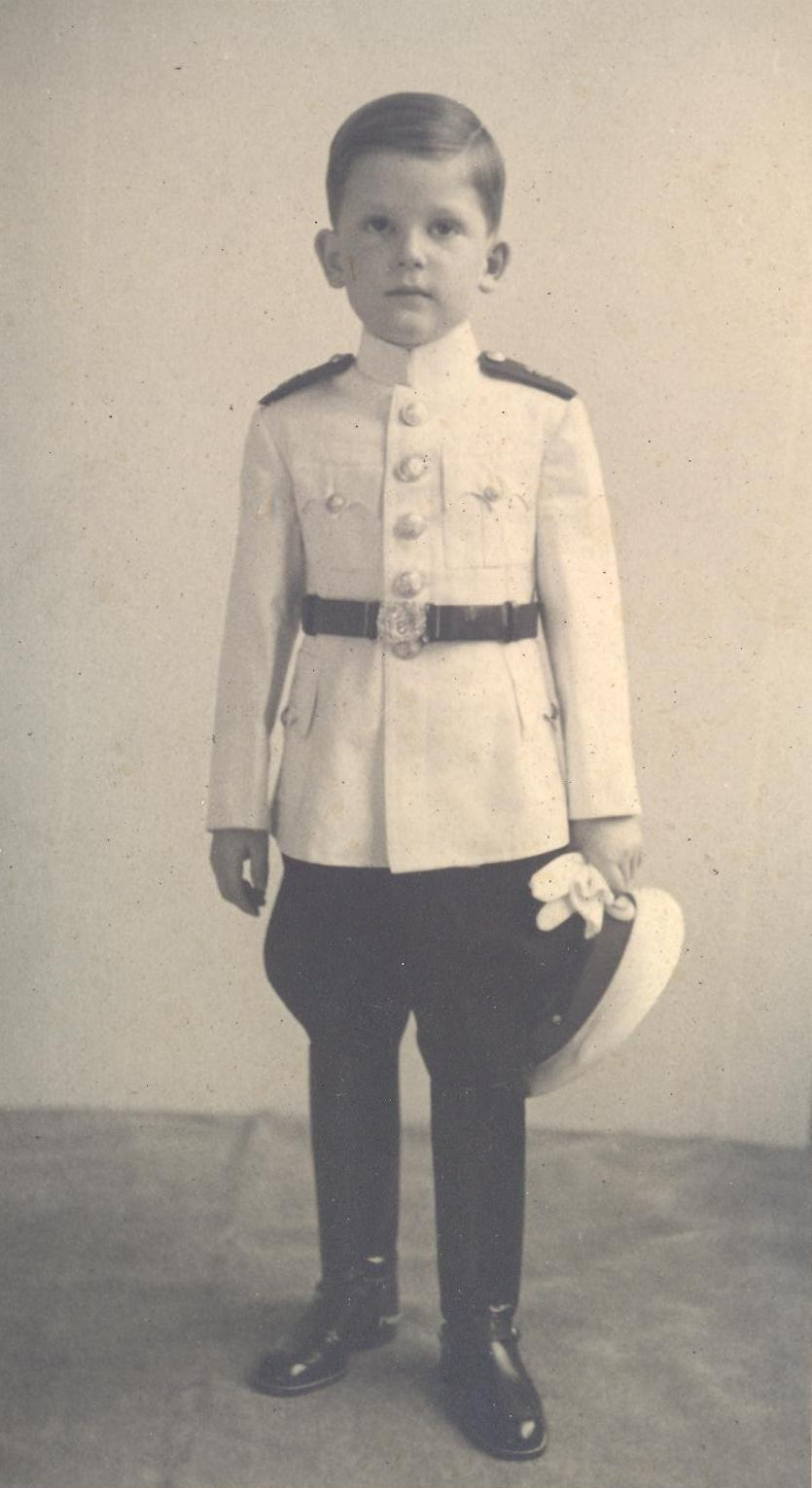
Simeón II (*1937)

## Propiedades y palacios

### Fideicomiso
La princesa María Antonia Koháry heredó 150 000 hectáreas de tierra en Baja Austria, Hungría, incluyendo propiedades, bosques, minas y fábricas. Según una lista de bienes adjunta al contrato de matrimonio de su hijo, el príncipe Augusto, al tiempo de su matrimonio con la princesa Clementina en 1843, las propiedades de Koháry incluían el enorme Palais Koháry en el centro de Viena y varias mansiones vienesas, una casa de verano y tierras en Ebenthal, Baja Austria, fincas en Austria en Velm, Durnkrut, Walterskirchen, Bohmischdrut y Althoflein, así como, una docena de mansiones en Hungría, el dominio de Királytia, y una mansión en Pest. Para 1868, cuando se casó el nieto de Antonia, el duque Fernando Felipe María de Orleans, se estimó que él y sus tres hermanos heredaron un total de un millón de francos solo de la porción de su difunta abuela. Hasta la Primera Guerra Mundial, los descendientes de ella estaban entre los tres mayores terratenientes de Hungría.
- Prinz Ferdinand Coburgsches Fideikommiss
- Gräflich Kohárysches Fideikomiss

Los dos fideicomisos permitían organizar las propiedades de la familia en fundaciones propiedad de toda la familia, pero gobernados solo por el jefe de la familia, el Fideicommissherr. 

### Palacios

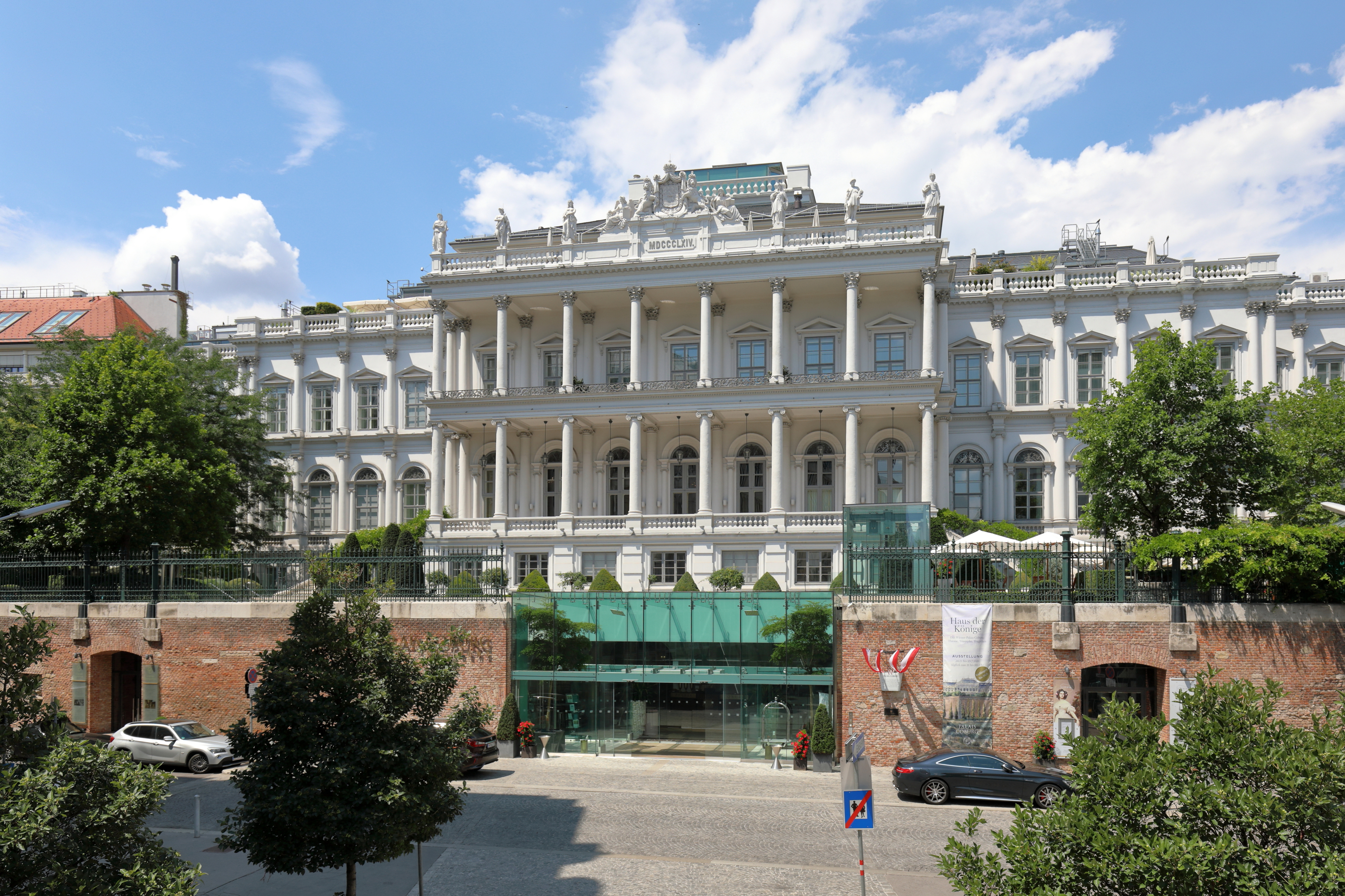
Palacio Coburgo en Viena, actualmente un hotel.
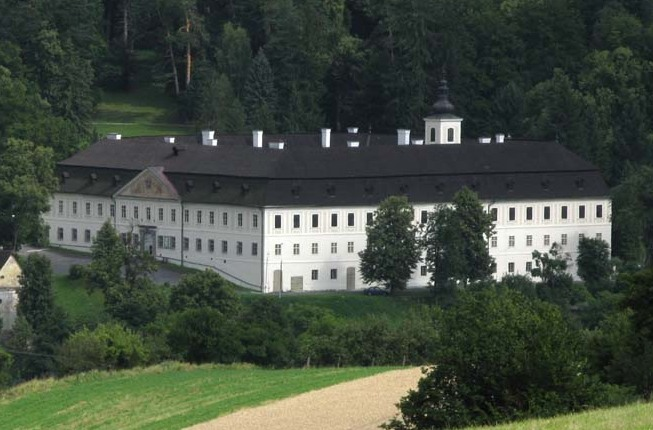
Palacio de Svätý Anton en Eslovaquia, actualmente un museo.
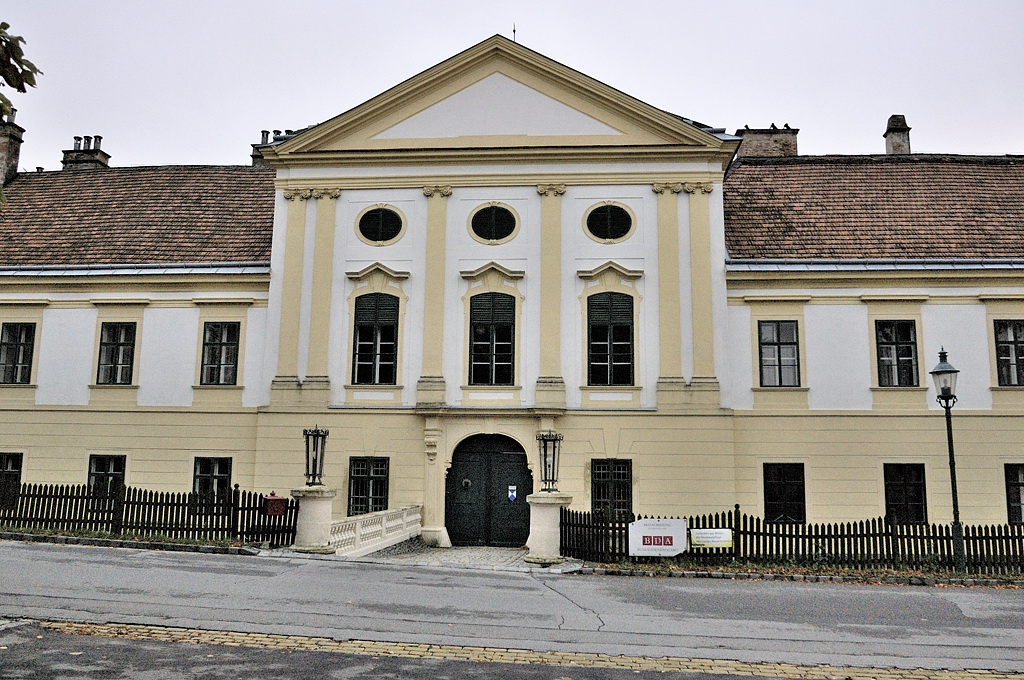
Ebenthal, Baja Austria, hoy propiedad privada.
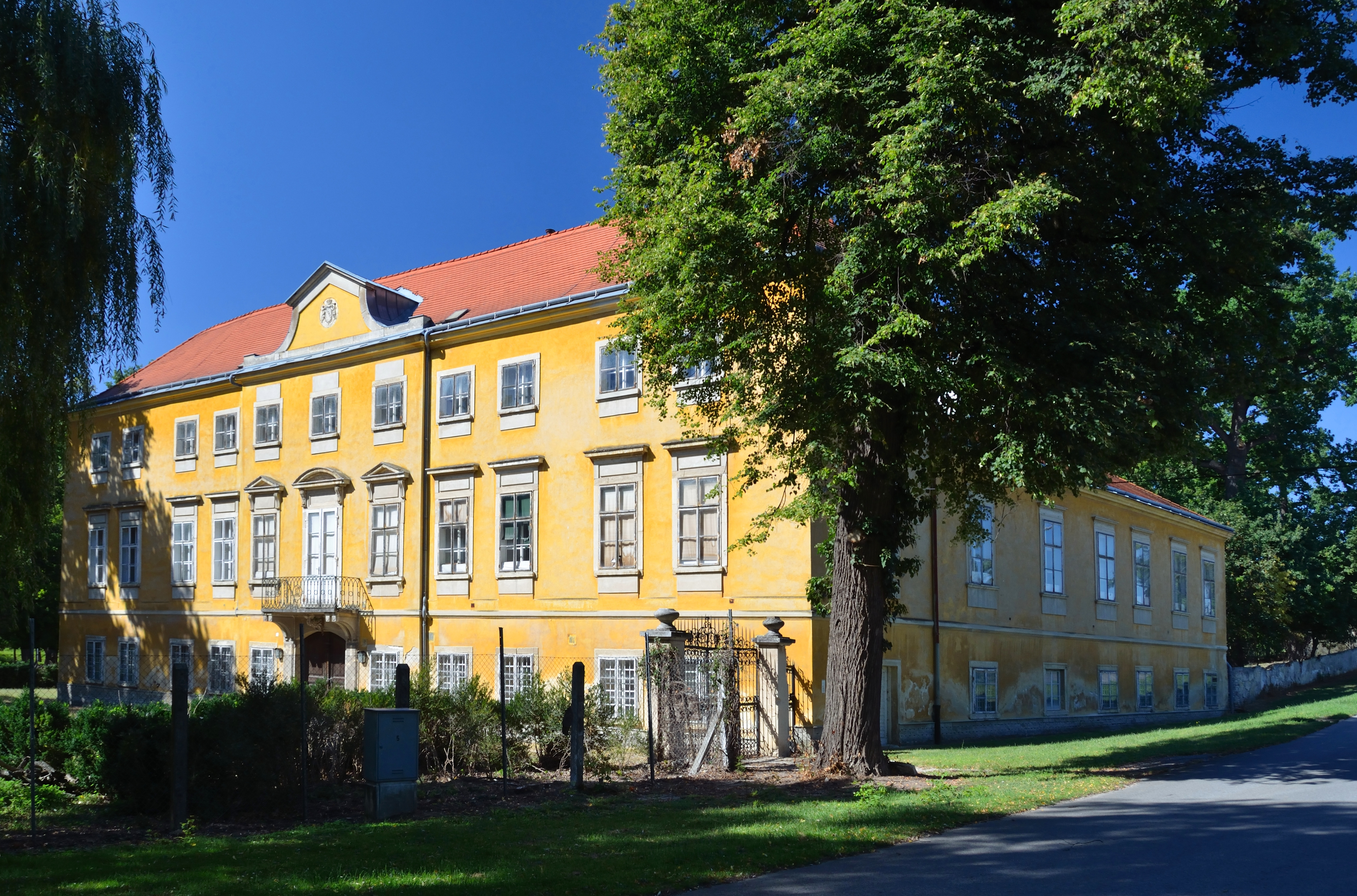
Castillo de Walterskirchen cerca de Poysdorf, Baja Austria, propiedad todavía de la familia.
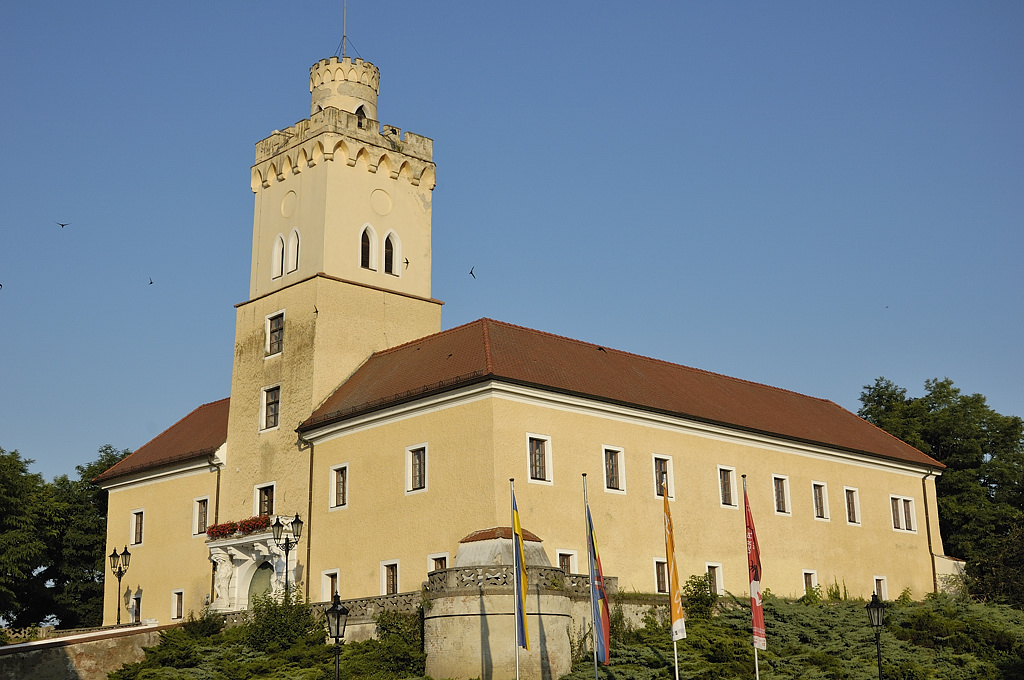
Dürnkrut, Austria, actualmente ayuntamiento del municipio.
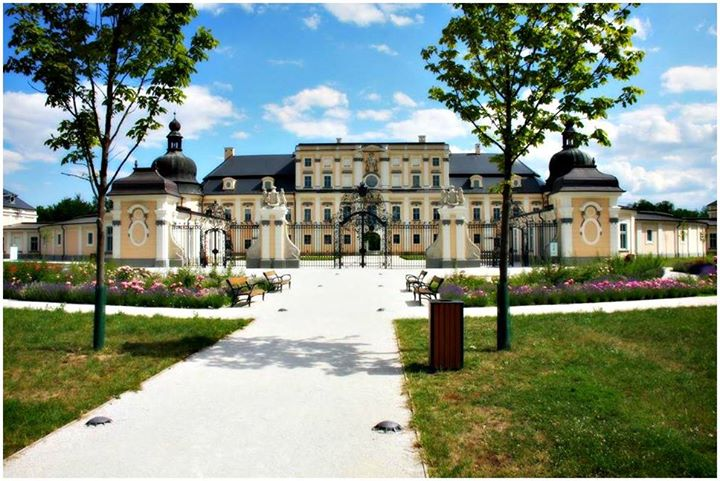
Palacio de L'Huillier-Coburgo, adquirido en 1831, actualmente propiedad del estado húngaro.
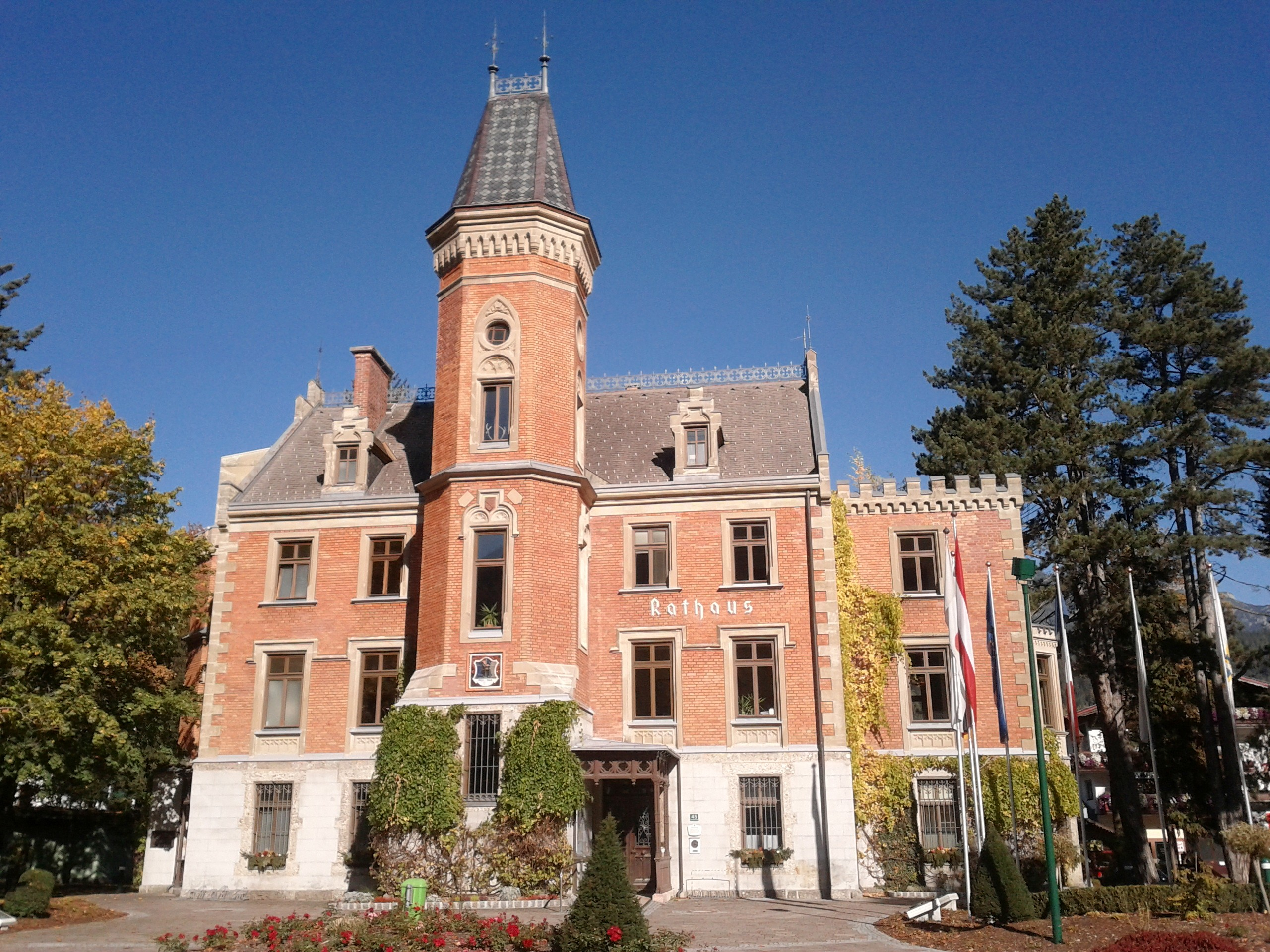
Castillo de Coburgo, Schladming, construido en 1885 por el príncipe Luis Augusto de Sajonia-Coburgo y Gotha, hoy ayuntamiento del municipio.
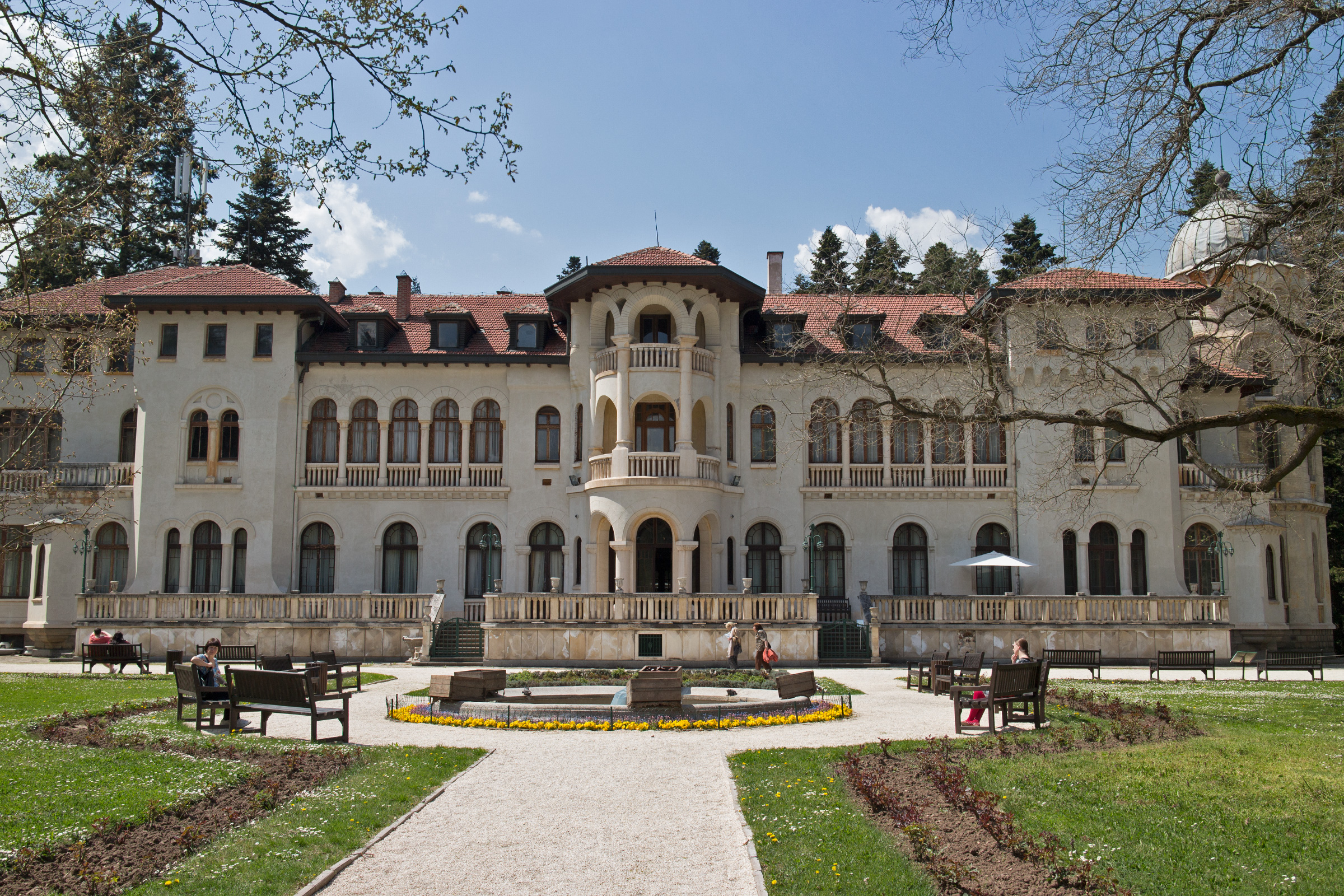
Palacio de Vrana en Sofía, Bulgaria. Construido a principios del siglo XX, hoy es propiedad del municipio de Sofía.
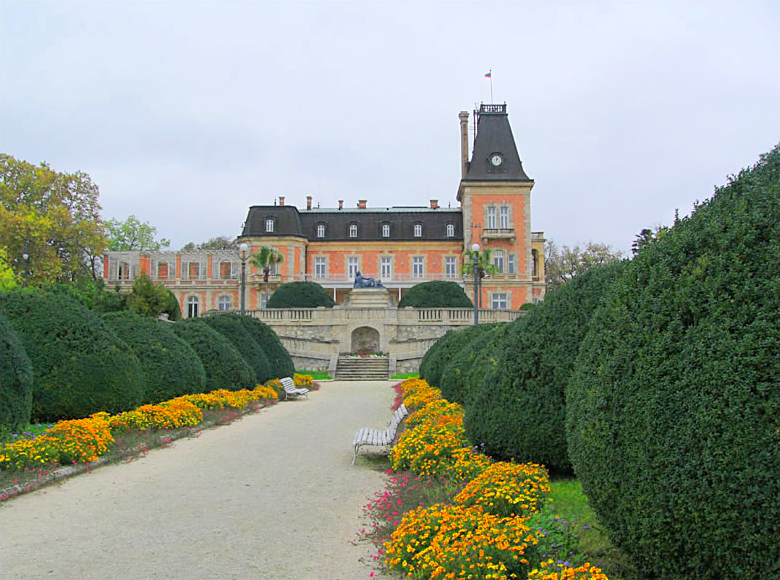
Palacio de Euxinograd en el norte de la costa del mar Negro de Bulgaria. Construido entre 1881-1885 como residencia de verano de Fernando I de Bulgaria, hoy es propiedad del estado búlgaro.
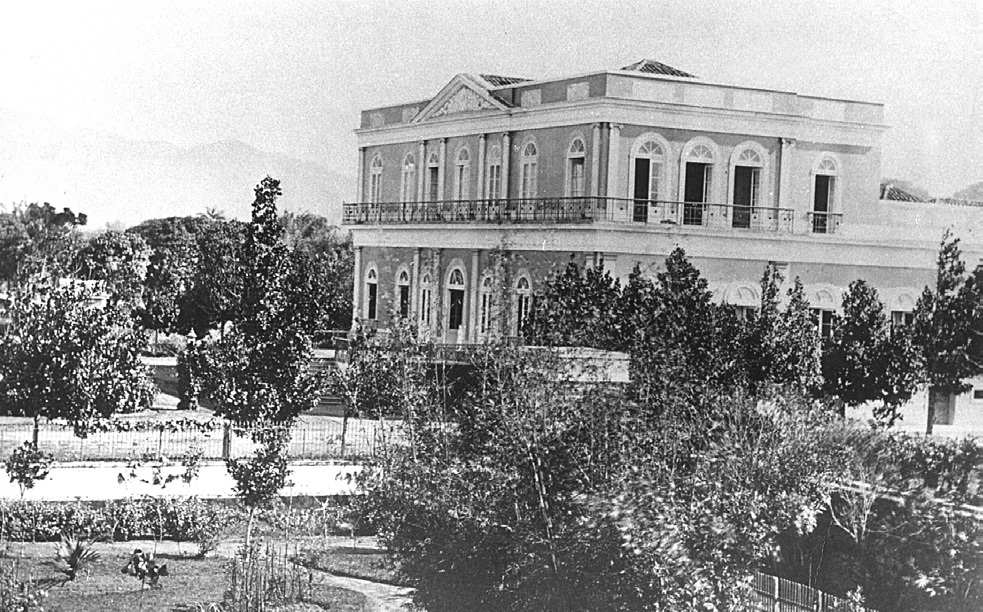
Palacio Leopoldina, Río de Janeiro. Adquirido en 1865 para ser la residencia de la princesa Leopoldina de Brasil, de su marido el príncipe Luis Augusto de Sajonia-Coburgo y Gotha y de sus hijos. Fue demolido en 1930.

## Sedes funerarias
| Sede | Imagen | Información |
| --- | ------ | --- |
| Iglesia de San Agustín de Coburgo                                                                                      |        | En 1851, un comité encabezado por el príncipe Augusto de Sajonia-Coburgo y Gotha se dispuso a planificar la construcción de una iglesia católica en Coburgo con una cripta funeraria inferior. La iglesia de San Agustín fue inaugurada el 28 de agosto de 1860. La cripta contiene los restos de quince miembros de la rama Koháry de la Casa de Sajonia-Coburgo y Gotha. |
| Cripta del príncipe Augusto y su esposa Clementina de Orleans, junto con los restos del infante Fernando I de Bulgaria |        | En 1851, un comité encabezado por el príncipe Augusto de Sajonia-Coburgo y Gotha se dispuso a planificar la construcción de una iglesia católica en Coburgo con una cripta funeraria inferior. La iglesia de San Agustín fue inaugurada el 28 de agosto de 1860. La cripta contiene los restos de quince miembros de la rama Koháry de la Casa de Sajonia-Coburgo y Gotha. |
| Sarcófago del príncipe Pedro Augusto de Sajonia-Coburgo y Gotha                                                        |        | En 1851, un comité encabezado por el príncipe Augusto de Sajonia-Coburgo y Gotha se dispuso a planificar la construcción de una iglesia católica en Coburgo con una cripta funeraria inferior. La iglesia de San Agustín fue inaugurada el 28 de agosto de 1860. La cripta contiene los restos de quince miembros de la rama Koháry de la Casa de Sajonia-Coburgo y Gotha. |